# Spodium
Spodium (auch Knochenasche oder Beinasche) ist ein aus Tierknochen oder -zähnen gewonnenes Salzgemisch. Hauptbestandteil ist Calciumphosphat.

## Herstellung
Spodium wird aus Tierknochen oder Elfenbein hergestellt, wobei unter Luftzufuhr die in den Knochen enthaltene organische Substanz vollständig verbrannt wird und nur mehr die mineralischen Bestandteile der Knochen zurückbleiben. Spodium besteht zu 73–84 % aus Calciumphosphat, zu 9,4–10 % aus Calciumcarbonat, zu 2–3 % aus Magnesiumphosphat und zu  4 % aus Calciumfluorid und wird zu einem weißen Pulver zerrieben. 
Wenn Tierknochen unter Luftabschluss verschwelen, entsteht Knochenkohle.
Im Mittelalter wurde das als hochwertiger angesehene Elfenbein-Spodium (genannt auch Spodium Graecorum oder deutsch „gebranntes Elfenbein“) durch Zubereitungen unter Verwendung von Hundeknochen oder Marmor verfälscht. Als Spodium Arabum wurde die Asche von Alkanna orientalis bezeichnet. (Pflanzenasche wurde im Gegensatz zum „echten“, auch ebur ustum genannten, Spodium aus weißgebranntem Elfenbein auch als Antispodium bezeichnet).
Spodium wurde in großem Stil in Südamerika gewonnen, wo man die Knochen der geschlachteten Rinder als Brennmaterial benutzte. Das zurückbleibende Spodium wurde nach Europa verschifft.

## Verwendung
Spodium wurde zur Herstellung von Milchglas, weißen Glasuren, Polier- und Putzmitteln sowie Düngemitteln verwendet. Zum Teil wurde es auch weiterverarbeitet zu Phosphorsäure, Phosphor und zu Superphosphaten.
Heute findet Knochenasche in Aluminium-Gießereien als Trennmittel zum Schutz von Transportrinnen Verwendung. Dabei wird ausgenutzt, dass sich Knochenasche nicht von flüssigen Metallen benetzen lässt. Verwendung findet Knochenasche auch bei der Herstellung hochwertiger Keramik, dem sogenannten Feinen Knochenporzellan.
Seit dem Mittelalter wurde Spodium gegen Diarrhöen und Blutflüsse verschrieben.